# Musée municipal de Sedan
Le musée municipal de Sedan, créé par une décision du conseil municipal en 1879, a ouvert ses portes en 1884, a été détruit en partie le 13 mai 1940, puis ouvre dans le château fort en 1978 sous l'appellation « Musée du château fort ». Cet établissement culturel est un Musée de France selon la loi des musées de France du 4 janvier 2002 (Livre IV du Code du Patrimoine).

## L'ancien musée sur la place Alsace-Lorraine
Imaginé sur la nouvelle place d'Alsace Lorraine par l'architecte Édouard Depaquit, il est dans la continuité du collège Turenne. L'urbanisme de la ville est en effet entièrement bouleversé après la bataille de Sedan. Ce bâtiment financé par la fondation Crussy regroupe la crèche, le musée et une école maternelle. Sa construction est achevée en septembre 1883. Le photographe, François Willème, a pris des clichés des travaux à la demande d'Auguste Philippoteaux, député-maire de Sedan, et de l'architecte Édouard Depaquit.
Il comprend une salle d'archéologie, une salle de sculpture et une salle de peinture. 
Dans les collections de peinture, on trouve : 
- Le retour des Prix de Maurice Eliot.
- Paysage méditerranéen de Julien Gustave Gagliardini.
- Animaux de Pieter Boel.

Des œuvres de Henri Félix Emmanuel Philippoteaux apparenté au maire Auguste Philippoteaux. Le 28 avril 1844, il fait don à la ville de son tableau qui était alors exposé à la mairie : « Charlotte de La Marck recevant les vainqueurs de Douzy ». Avec le don de quelques toiles et objets, ce fut le premier embryon du musée. Au chapitre Peintures et Dessins du catalogue publié en 1886, il est fait mention de plusieurs toiles :
- Prise de la grande Redoute (don de l'auteur).
- Prince Robert II de La Marck à la bataille de Novare (don de l'auteur).
- Sedan, place Turenne vers 1830 (don de Mr Auguste Philippoteaux, Maire de Sedan).

D'autres artistes :
- Vallée de la Meuse, ou Bords de la Meuse à Anseremme de Paul Place-Canton, peintre de la Marine, don au musée en 1892.
- Charge de cuirassiers par Henri-Louis Dupray.
- Récolte du Varech en basse Normandie d'Édouard Jean Conrad Hamman, acheté par la ville en 1904.

Les sculpteurs ardennais Gustave Deloye et Aristide Croisy sont exposés au Musée. 
Édouard Depaquit est le premier conservateur du Musée, il réalise l'inventaire et le catalogue de 1886.

## L'installation au château de Sedan
Le musée en partie bombardé en mai 1940, est complètement démoli en 1954 lors de la reconstruction de la ville par Jean de Mailly. 
Les collections sauvées sont installées au château fort de Sedan. Dans les années 1980, une politique d'acquisition de tapisserie et d'objets du XVIIe siècle est menée pour illustrer la vie au temps de la Principauté de Sedan, ainsi que de la peinture d'histoire militaire avec le panorama de la bataille de Sedan par Louis Braun ou le panorama d'Edouard Detaille et Alphonse de Neuville. 
À cette époque, Alexandre Poma antiquaire lègue au Musée de Sedan des tableaux de Charles Camoin, Edouard Goerg, Kees Van Dongen, Henry Portal, Hubert Pauget. La famille de Paul Bazelaire offre des objets en souvenir du violoncelliste. Monsieur Devaux donne des huiles d’art contemporain : Georges Dayez, Pierre Cayol, Edmond Hänni.